# Dobrici, Iambol
Dobrici (în bulgară Добрич) este un sat în comuna Elhovo, regiunea Iambol,  Bulgaria. 

## Demografie
Componența etnică a satului Dobrici
     Romi (4,3%)
     Bulgari (92,47%)
     Nicio identificare (3,22%)
     Altele (0%)
La recensământul din 2011, populația satului Dobrici era de 93 locuitori. Din punct de vedere etnic, majoritatea locuitorilor (92,47%) erau bulgari, cu o minoritate de romi (4,3%). Pentru 3,22% din locuitori nu este cunoscută apartenența etnică.